# Silje sanghwang
Silje sanghwang (hangŭl: 실제 상황),  noto anche con il titolo internazionale Real Fiction, è un film del 2000 diretto da Kim Ki-duk.

## Trama
Un artista che disegna ritratti, sempre deriso e umiliato, fa un ritratto ad una cliente. Questa, però, non ha soldi per pagare. Lei gli propone un altro modo di pagare e dice di seguirlo. Lei lo porta in un teatro dove incontrerà un attore che reciterà il suo alter ego, rivelando le sofferenze della vita del protagonista. Una volta uscito da teatro, inizierà la sua vendetta verso chi gli ha fatto del male.